# Santa Bárbara (Monagas)

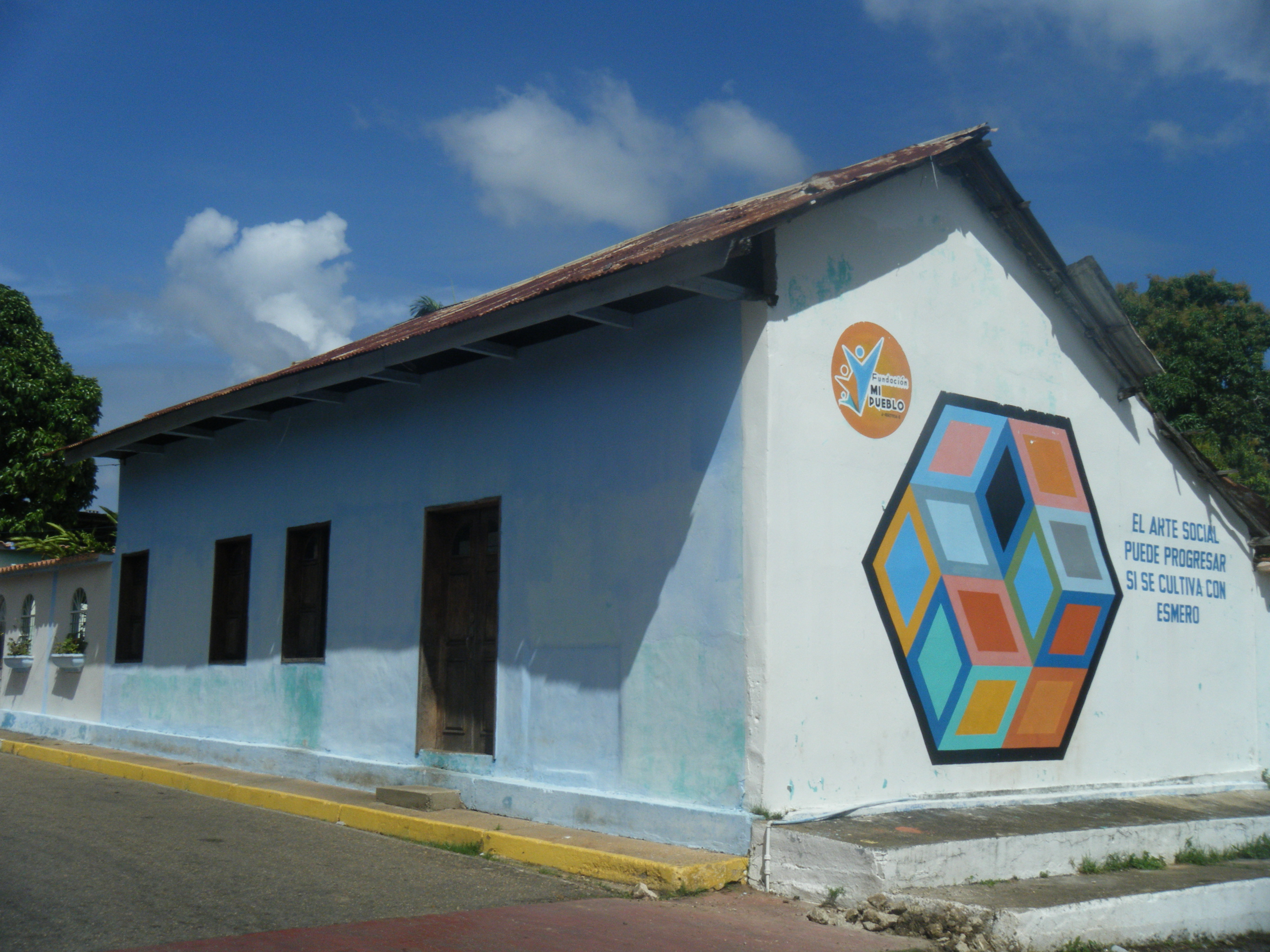
Santa Barbara, Monagas

Santa Bárbara é um município da Venezuela localizado no estado de Monagas.
A capital do município é a cidade de Santa Bárbara.